# Chatardgambiet
Het Chatardgambiet is een gambiet bij het schaken. Dit gambiet is geanalyseerd door de Franse schaker Eugène Chatard (1850 - 1924). Het is een variant in de Franse opening en het heet ook wel de Chatard-Aljechin aanval omdat Aleksandr Aljechin deze opening introduceerde. De beginzetten van dit gambiet zijn: 1.e4 e6 2.d4 d5 3.Pc3 Pf6 4.Lg5 Le7 5.e5 Pfd7 6.h4 Lxg5 7.hxg5
Eco-code C 13
Het gambiet is ingedeeld bij de halfopen spelen.